# Вільгельм IV (герцог Аквітанії)
Вільгельм IV Залізнорукий (*Guillaume Fièrebrace, 937—995) — герцог Аквітанський та граф Пуатевінський у 963—995 роках.

## Життєпис
Походив з династії Рамнульфідів. Син Вільгельма III, герцога Аквітанії та графа Пуатьє, і Адель Нормандської. Народився у 937 році. Про освіту та молоду діяльність нічого невідомо.
У 963 році після смерті батька успадкував владу в Аквітанії та Пуатьє. З цього часу графство і герцогство злилися в єдине володіння. З початку правління вимушений був захищати північні кордони держави від зазіхань Жоффруа I, графа Анжйського і Турського. 968 року оженився  Еммі, на доньці графа Тібо де Блуа. Втім в цей час фактично керував стрийко Ебль, єпископ Ліможу.
975 року зумів замиритися з Жоффруа I, який отримав Мірабо і Лоудун, принісши оммаж за ці володіння Вільгельму IV. З 980 року мав конфлікт з Лотарем, королем Франції. Водночас 981 року зміцнив владу над віконтством Туар і Шательро. 982 року зміг домовитися з графом Нанту, який отримав сеньйорію Рец, але узбережжя Біскайської затоки відійшли до Пуатевінського графства.
У 982 році король Лотар намагався відновити владу над Аквітанією, призначивши королем цієї області свого сина Людовика. Втім, фактичну владу зберіг Вільгельм IV.
У 988 році виступив проти короля Гуго I, якому відмовився принести оммаж. 989 року аквітанські війська завдав поразки королівському війську в долині нижньої Луари. Після цього надав підтримку Людовику, сину Карла I, герцога Нижньої Лотарингії, що належав до роду Каролінгів. Того ж року заснував абатство Мілезез.
990 року розпочався конфлікт з васалами — Жерардом, віконтом Ліможа, та Бозоном, графом Ла-Марським. Згодом у цей конфлікт втрутився Ілля, граф Перігорський. 991 року Вільгельм IV зумів владнати суперечки та покарати заколотників.
Відомий своїми любовними походеньками: мав численних коханок, серед яких була Олдеарда де Туар. Внаслідок цього двічі протягом 988—993 років розходився зі своєю дружиною. Остання згадка про Вільгельма IV сягає 993 року. Існує думка, що він пішов у монастир Сен-Сипрієн де Пуатьє, передавши владу старшому сину при регентстві дружини. Втім, відсутні підтвердження, що герцог зрікся влади.
Помер Вільгельм IV у 995 році. Владу після нього перебрав Вільгельм.

## Родина
Дружина — Емма, донька Теобальда I, графа Блуаського.
Діти:
- Вільгельм (969-1030), герцог Аквітанії у 995—1030 роках
- Ебль (д/н—після 997)

Бастард:
- Вільгельм Лисий, сеньйор Ла Рош-сюр-Йона